# Most Samuela Becketta
Most Samuela Becketta (irs. Droichead Samuel Beckett; eng. Samuel Beckett Bridge) je kabelski most u glavnom irskom gradu Dublinu. Most povezuje četvrt Sir John Rogerson's Quay na južnoj strani rijeke Liffey s Cehovskom ulicom i North Wall Quay na području Docklands.

## Dizajn i konstrukcija
Arhitekt mosta je Santiago Calatrava, koji je radio na dizajnu brojnih inovativnih mostova i građevina. Ovo je drugi most kojeg je Calatrava dizajnirao, dok je prvi bio Most Jamesa Joycea, a nalazi se uzvodno od rijeke Liffey. Most Samuela Becketta je izgradila nizozemska tvrtka Graham Hollandia Joint Venture.
Most drži 31 čelični kabel te izgleda poput brodskog jarbola. Most ima četiri prometne trake i dvije pješačke staze. Također, most je pomičan, te se podiže za 90 stupnjeva, omogućavajući tako brodovima da prođu. To se postiže pomoću rotacijskog mehanizma smještenog u podnožju pilona.
Sa svojim oblikom jarbola i s čeličnim kabelima, most evocira sliku harfe. Inače je harfa sekularna ikona Irske i njezine kulture.
Čelićna konstrukcija mosta izrađena je u Rotterdamu, a nizozemska tvrtka koja ju je izradila poznata je po Londonskom oku. Sama konstrukcija mosta prebačena je u Irsku 3. svibnja 2007. uz pomoć specijalizirane transportne tvrtke ALE Heavylift.
Cijena mosta iznosi 60 milijuna eura, a ime je dobio po irskom piscu Samuelu Beckettu. Dublinski gradonačelnik, Emer Costello, službeno je otvorio most za pješake 10. prosinca 2009. Most je za cestovni promet otvoren sljedeći dan u 07:00.

## Kritike
Most je bio predmetom kritiziranja, a teme su bile različite: od postavljanja mosta, njegove lokacije do odrebdi za upravljanje prometom. Kritike su išle zajedno uz napomenu da su se mogla ostvariti poboljšanja vezana uz most.